# Peeter Kurvits
Peeter Kurvits (* 26. Oktoberjul. / 7. November 1891greg. im Dorf Lilli, heute Kreis Viljandi; † 10. Februar 1962 in Tallinn) war ein estnischer Bankexperte.

## Frühe Jahre
Peeter Kurvits wurde 1891 als Sohn von Jaan und Reet Kurvits (geb. Kals) geboren. Er besuchte die renommierte Peetri Realschule in Tallinn und anschließend das Rigaer Polytechnikum.

## Kriegsdienst
Seine Militärausbildung erhielt Peeter Kurvits 1916 an der Fähnrichschule in Peterhof. Anschließend nahm er als Offizier am Ersten Weltkrieg teil.
Während des Estnischen Freiheitskrieges gegen Sowjetrussland (1918–1920) wurde er in die estnischen Streitkräfte eingezogen. Er leistete unter anderem Dienst im Stab des Oberbefehlshabers und war anschließend bei den Panzerzügen eingesetzt.

## Aufstieg im Bankensektor
Nach dem Krieg studierte Kurvits an der Universität Tartu. Aufgrund seiner militärischen Verdienste erhielt er ein staatliches Stipendium. 1924 schloss er sein Studium an der Handelsabteilung der Rechtswissenschaftlichen Fakultät ab.
Von 1921 bis 1928 war Kurvits Abteilungsleiter bei der estnischen Zentralbank, der Eesti Pank. Von 1928 bis 1932 war er Direktor der ein Jahr zuvor gegründeten Pikalaenu Pank (deutsch „Staatliche Bank für langfristige Darlehen“). 1932 wurde er zum Direktor der Kreditbank (Krediit-Pank) gewählt. Er hatte das Amt bis 1940 inne.
Vom 18. Mai bis 21. Oktober 1933 war der parteilose Kurvits Wirtschaftsminister im kurzlebigen Kabinett von Regierungschef Jaan Tõnisson. 1939 wurde Kurvits Aufsichtsratsvorsitzender der neugegründeten estnischen Fluggesellschaft Ago.

## Verhaftung und Tod
Nach der sowjetischen Besetzung Estlands wurden Peeter Kurvits und seine gesamte Familie am 14. Juni 1941 verhaftet und ins Innere der Sowjetunion verbracht. 1943 wurde er vom NKWD zu fünf Jahren Gefängnis verurteilt, bereits im Mai 1944 aber aus dem Gulag entlassen. Bis zum Sommer 1956 lebte er in der Verbannung in der Oblast Kirow. Anschließend durfte er in seine estnische Heimat zurückkehren.
Peeter Kurvits starb sechs Jahre später in Tallinn. Er liegt auf dem Friedhof Rahumäe begraben.